# Szkorusa
Szkorusa (macedónul: Скоруша) település Észak-Macedóniában, a Délkeleti körzetben, a Koncsei járásban.

## Népesség
| Lakosok száma | 412  | 466  | 438  | 231  | 69   | 23   | 18   | 11   |      |
|               | 1948 | 1953 | 1961 | 1971 | 1981 | 1991 | 1994 | 2002 | 2021 |

- 2002-ben 11 lakosa volt, akik mindannyian macedónok.